# Firmenadresse
Die Firmenadresse ist die Postanschrift, unter welcher ein Unternehmen laut der Gewerbeanmeldung gemeldet ist.
Bei einer Selbständigkeit, die von zu Hause ausgeübt wird, sind die Wohnadresse und die Firmenadresse gegebenenfalls identisch, wenn der Firmenname mit dem Namen der Person übereinstimmt.
Eine Firmenadresse besteht in der Regel aus der Angabe des Firmennamens, der Straße, der Hausnummer, des Ortes und des Landes. Teilweise werden auch Nummern für Gebäudeteile oder das Stockwerk angegeben. Liegt die Firmenadresse in einer Siedlung, so wird diese mit der Hausnummer anstatt der Straßenangabe genannt.
Für den Empfang von Postsendungen kann die Firmenadresse ein Postfach enthalten. Für die Gewerbeanmeldung in Deutschland ist ein Postfach allerdings nicht ausreichend.
Firmenadressen werden ähnlich wie Wohnadressen zum Einsatz im Direktmarketing von Adressverlagen gehandelt. Die reine Adresse wird dann mit Informationen angereichert, die sie zielgruppenspezifisch selektierbar machen. Dazu dient in erster Linie die Einordnung in eine Branche, aber auch die Firmengröße, Gesellschaftsform und diverse Typen von Ansprechpartnern.